# Roger-Armand Weigert
Roger-Armand Weigert (* 31. Oktober 1907 in Paris; † 1986) war ein französischer Kunsthistoriker.

## Leben
Weigert besuchte die École Alsacienne in Paris, studierte an der Sorbonne, wo er auch promoviert wurde, und erwarb das Diplom der École du Louvre. Von 1931 bis 1972 war er Kustos der Graphischen Sammlung der Bibliothèque Nationale in Paris. Seine Spezialgebiete waren die Geschichte der Tapisserie und der Graphik.

## Veröffentlichungen (Auswahl)
- Documents inédits sur Louis de Silvestre, suivis du catalogue de son oeuvre (= Archives de l’art francais 18). Paris 1932.
- Jean I Bérain, dessinateur de la chambre du cabinet du Roi: 1640–1711. Sa vie, sa famille, son style. L’oeuvre gravé, 2 Bände, Les édition d’art et d’histoire, Paris 1937
- Musée des Gobelins. Les Belles tentures de la Manufacture royale des Gobelins, 1662–1792. Paris, 15 juillet–15 octobre 1937. Impr. de Frazier-Soye, Paris 1937.
- Les Almanachs royaux. Paris 1950.
- L’art à Paris. Horizons de France, Paris 1950.
- mit Carl David Moselius, Jean Vallery-Radot: Dessins du Nationalmuseum de Stockholm : collections Tessin et Cronstedt : I. Claude III Audran (1658–1734) II. Dessins d’architecture et d’ornements [exposition], Paris, Bibliothèque nationale, Galerie Mazarine, 1950. Paris: Presses artistiques, Paris 1950.
- Labrouste: architecte de la Bibliothèque nationale de 1854 à 1875 : [exposition, Paris], Bibliothèque nationale, 10 mars–11 avril 1953. Presses artistiques, Paris 1953.
- Le décor Bérain, Katalog der Ausstellung im Musée des Tapisseries in Aix-en-Provence, Impr. F. Chauvet, Aix-en-Provence 1954
- La tapisserie. Larousse, Paris 1958.
- La Madeleine. Editions du cerf, Paris 1962.
- 1664–1964. La Manufacture de Tapisserie de Beauvais a trois cents ans. Beauvais 1964.
- La Conciergerie. Caisse nationale des monuments historiques et des sites, Paris 1966.
- L’Age d’or de la tapisserie flamande et les collections de Mazarin. Brüssel 1969.
- mit Maxime Préaud: Inventaire du fonds français, graveurs du XVIIe siècle, Band 7, Bibliothèque Nationale de France, Paris 1976, ISBN 2717713131.